# Naturschutzgebiet Kläden
Koordinaten: 53° 39′ 37,1″ N, 12° 2′ 8,5″ O

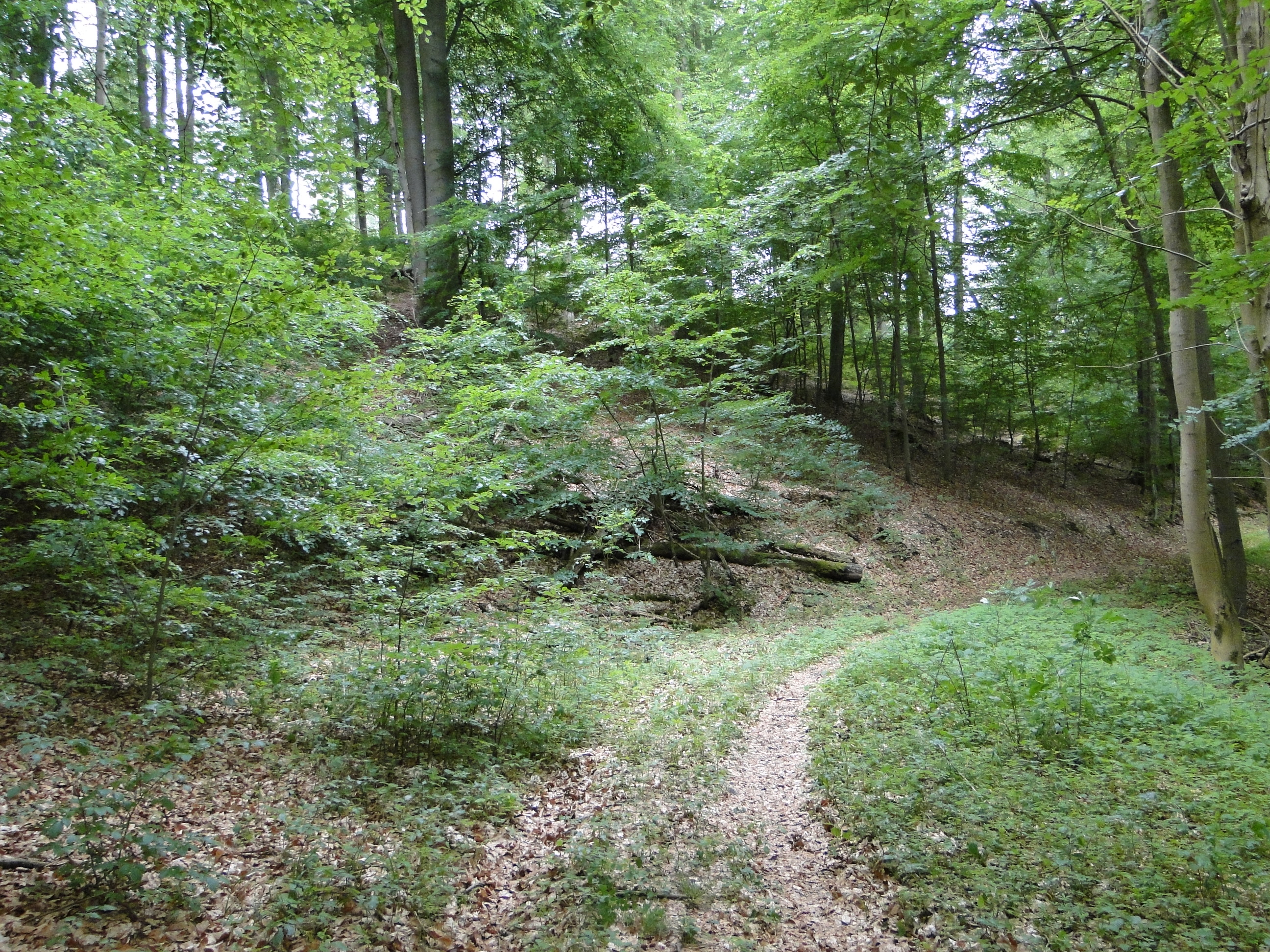
Steilhang und Laubwald im Naturschutzgebiet Kläden

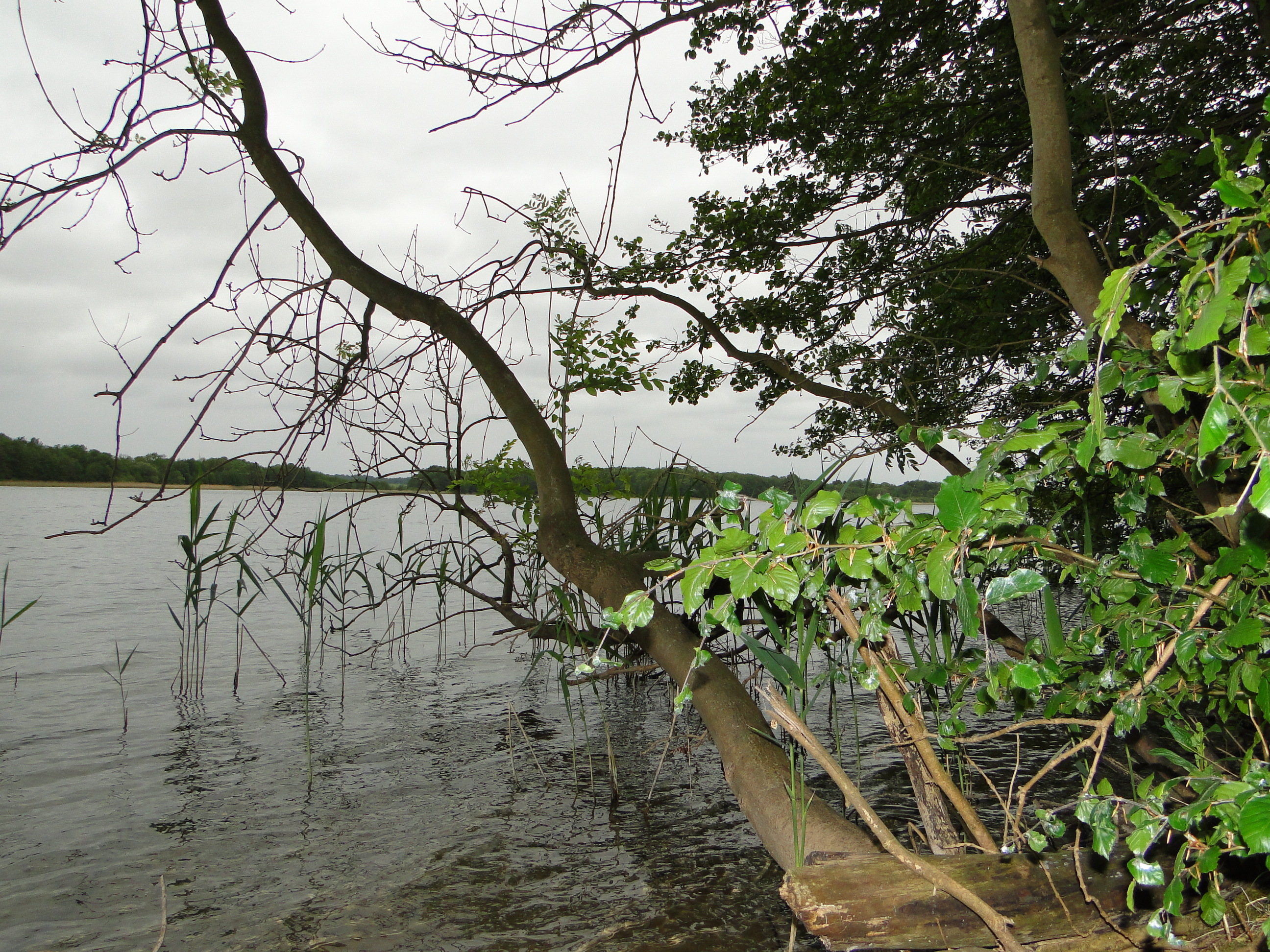
Ufer des Woseriner Sees

Das Naturschutzgebiet Kläden ist ein im „Landschaftsschutzgebiet Dobbertiner Seenlandschaft und mittleres Mildenitztal – Landkreis Parchim (jetzt Ludwigslust-Parchim)“ gelegenes und 40 Hektar umfassendes Naturschutzgebiet sechs Kilometer nordwestlich des Ortes Dobbertin in Mecklenburg-Vorpommern am Südufer des Holzsees, einem der drei Becken des Woseriner Sees.

## Geschichte
Die Unterschutzstellung erfolgte 1957 mit zwei Erweiterungen in den Jahren 1972 und 1998. Der Gebietszustand ist sehr gut. Es werden keine forstlichen Eingriffe vorgenommen. Das Gebiet wird zu Forschungszwecken seit 1957 beobachtet und ist seit 1996 als Naturwaldreservat Stephansberg ausgewiesen. Es kann über einen Wanderweg am Südufer des Woseriner Sees eingesehen werden. Das Schutzgebiet liegt im Naturpark Nossentiner/Schwinzer Heide und ist nach EU-Recht Bestandteil eines FFH- und Vogelschutzgebiets.
Das Gebiet, auch Hohe Holtz genannt, ist seit Jahrhunderten mit Wald bestanden. Insbesondere im 17. Jahrhundert bis in das 20. Jahrhundert hinein wurden Stämme entnommen und über den Woseriner See und die Bresenitz bis hin zur Mildenitz geflößt. Dadurch erhielt der östliche Teil des Woseriner Sees den Namen Holzsee.
In der Vegetation dominiert Buchenwald mit eingestreuten Berg-Ulmen und Berg-Ahorn. Es kommen zahlreiche Waldvogelarten und Fledermäuse vor.

## Karten
- Topographisch oekonomisch und militaerische Charte des Herzogthums Mecklenburg-Schwerin. Klosteramt Dobbertin mit der Sandpropstei vom Grafen Schmettau 1758.
- Wiebekingsche Karte von Mecklenburg 1786.
- Wirtschaftskarte Forstamt Dobbertin 1927/1928.
- Offizielle Rad- und Wanderkarte Nossentiner/Schwinzwer Heide 2010.